# Попов, Владимир Вениаминович
Владимир Вениаминович Попов (7 [20] сентября 1902, Симский Завод, Уфимская губерния — 3 ноября 1960, Ленинград, Ленинградская область) — советский энтомолог, член-корреспондент АН СССР (1953), гименоптеролог. Специалист по морфологии, систематике, экологии и эволюции насекомых Казахстана и Средней Азии.

## Биография
Владимир Попов родился 7 (20) сентября 1902 года в городе Симский Завод Уфимской губернии (ныне Сим, Челябинская область).
В 1927 году окончил Институт прикладной зоологии и фитопатологии в Ленинграде. В том же году стал работать в Зоологическом институте АН СССР, где впоследствии руководил Лабораторией систематики насекомых.
Исследовал, главным образом, пчёл (их систематику, фаунистику и экологию), а также некоторые другие группы насекомых и членистоногих, включая фауны Среднего и Южного Урала, Средней Азии, Казахстана и Армении.
В 1953 году был избран членом-корреспондентом АН СССР.
Владимир Попов умер 3 ноября 1960 года в Ленинграде.
Похоронен на Богословском кладбище Санкт-Петербурга.

## Награды и признание
В честь Попова были названы такие новые для науки виды, как пчела Biastes popovi Proshchalykin & Lelej, 2004, Eucera popovi, Systropha popovi Ponomareva, 1967, Dasylabris popovi Skorikov, 1935 и другие.

## Некоторые труды
- Попов В. В. (1933) 1934. Заметка о паразитических пчёлах рода Biastes Panz. (Hymenoptera, Nomadidae) [Notes on the parasititic bees allied to the genus Biastes Panz. (Hymenoptera, Nomadidae)]. — «Труды зоологического ин-та АН СССР» 2: 51-75.
- Попов В. В. (1945). Паразитизм пчелиных, его особенности и эволюция, «Журнал общей биологии», 1945, т. 6, № 3;
- Попов В. В. (1948). Внутривидовой и внутриродовой паразитизм и эволюция перепончатых насекомых (Hymenoptera), «Доклады АН СССР», 1948, т. 60, № 4;
- Попов В. В. (1951). О значении пчелиных (Hymenoptera, Apoidea) в процессе эволюции, «Труды Всесоюзного энтомологического об-ва», 1951, т. 43;
- Пчелиные опылители маревых, «Зоологический журнал», 1952, т. 31, вып. 4;
- Попов В. В. (1953). О редукции жалоносного аппарата диоксин (Dioxynae), паразитического подсемейства пчелиных (Hymenoptera, Megachilidae), «Труды зоологического ин-та АН СССР», 1953, т. 13;
- Попов В. В. (1955). О паразитическом роде Radoszkowskiana (Hymenoptera, Megachilidae) и его происхождение, «Зоологический журнал», 1955, т. 34, вып. 3;
- Попов В. В. (1956). Новые и малоизвестные пчелиные из Средней Азии (Hymenoptera, Apoidea), «Энтомологическое обозрение», 1956, т. 35, вып. 1;
- Попов В. В. (1956). Географическое распространение и кормовые связи рода Ctenoplectra F. Sm. (Hymenoptera, Melittidae) // «Доклады АН СССР», 1956. Т. 108. 5.С. 969—972;
- Попов В. В. (1956). Пчелиные, их связи с цветковой растительностью и вопрос об опылении люцерны, «Энтомологическое обозрение», 1956, т. 35, вып. 3.
- Попов В. В. (1959). Новые восточноазиатские виды родов Dufourea и Halictoides (Hymenoptera, Halictidae) [New species of the genera Dufourea and Halictoides from Eastern Asia (Hymenoptera, Halictidae)]. — «Энтомологическое обозрение» 38(1): 225—237.
- Попов В. В. (1967). Пчелиные Средней Азии и их распределение по цветковым растениям [The bees (Hymenoptera, Apoidea) of Middle Asia and their associations with angiosperm plants]. — «Труды зоологического ин-та АН СССР» 38: 11-329.